# Armistice de Cherasco
Ne doit pas être confondu avec le traité de Cherasco, signé au printemps 1631
L’armistice de Cherasco est signé le 28 avril 1796. Le roi de Sardaigne, Victor-Amédée III se retire de la Première Coalition (dans laquelle restent seulement l’Angleterre et l’Autriche). Les places fortes d’Alexandrie, de Coni et de Tortone sont livrées aux Français. Des approvisionnements de vivres, d’habillement, d’armes et de munitions sont accordés et aussi la libre circulation des troupes dans tout le Piémont.
Napoléon Bonaparte, en deux semaines, en mettant le royaume de Sardaigne à genoux, a réussi là où ses prédécesseurs avaient échoué en quatre ans d’efforts.

## Traité de Paris
À la suite de l’armistice de Cherasco, le 15 mai suivant est signé à Paris l’accord de paix définitif, en vertu duquel Victor-Amédée III, roi de Sardaigne, duc de Savoie et prince de Piémont, cède à la France le comté de Nice, le duché de Savoie, Tende et Beuil, en même temps qu’il garantit le libre passage sur son territoire aux troupes françaises.

## Sources
- (es) Cet article est partiellement ou en totalité issu de l’article de Wikipédia en espagnol intitulé « Armisticio de Cherasco » (voir la liste des auteurs).